# 太阳同步轨道

圖表顯示太陽同步軌道 (綠色) 在一年中四個位置點的方向。非太陽同步軌道 (洋紅色) 也顯示供參考。

太陽同步軌道（Sun-synchronous orbit或简写成SSO，有時被錯誤的稱為另一種 heliosynchronous orbit）是一種結合高度和傾角的近地軌道，使這個物體無論在升交點、降交點或軌道上任何的一點，在地球表面同一個點的上方時都在相同的平太陽時，即表面每次都接近相同的照明角度。這種在可見光或紅外線波長上有著一致光源的地球影像（例如氣象和間諜衛星）和其它的遙測衛星（例如攜帶遙測海洋和大氣，需要陽光的遙測儀器衛星）是有用的衛星特徵。例如，一顆太陽同步衛星一天可以在升交點越過地球赤道12次，而每次都約在地方平時15:00經過。這獲得一個相對於地球在天球上環繞著太陽公轉的平面每天向東約一度的進動（旋轉）密切的軌道。
太陽的角度通過交點退行的調節獲得一致性－軌道自然的進動－每年完整的繞行一圈。因為地球自轉，它稍微有一點扁（相較於一個理想的球體，赤道稍微長一點），同時接近赤道的多餘質量造成太空船傾角軌道的進動：軌道在太空中相對於遙遠的恆星不是固定的，但是慢慢的繞著地軸旋轉，進動的速度取決於軌道的高度和衛星的傾角。通過這兩種效應的平衡，是可能與進動的速率匹配。典型的太陽同步軌道高度大約在600至800公里，週期在96至100分鐘，傾角大約在98度（也就是輕微的逆轉，與地球自轉的方向比較，0度代表是赤道的軌道，90度是極軌道。）。
子/午軌道是一個特殊的太陽同步軌道，大約在地方平時的中午或子夜時分在經線上穿越赤道；晨/昏軌道則是在日出或日落時分穿越赤道經線的軌道，所以衛星都在分割白天和夜晚的日夜境界線上飛越。在日夜境界線上飛越對於主動雷達衛星是非常有用的，因為衛星的太陽能電池板能始終被陽光照到，不會進入地球的影子內。對於一些測量的結果會受到陽光影響或限制的被動式儀器，它也很有用處，可以讓儀器始終朝向地球夜晚的方向。晨/昏軌道曾經使用在陽光衛星、TRACE和日出衛星等觀測太陽的科學衛星，使它們幾乎能持續不停的連續觀測太陽。
對其它的行星，例如火星，也可以有太陽同步軌道。

## 技術細節
在軌道攝動分析 (太空船)這篇文章中的方程式 (20) 給繞行扁球體行星的軌道進動率是：
{\displaystyle -2\pi \ {\frac {J_{2}}{\mu \ p^{2}}}\ {\frac {3}{2}}\ \cos i\,}
每個軌道弧。 
當太空船的軌道週期是{\displaystyle 2\pi {\sqrt {\frac {a^{3}}{\mu }}}\,}，並且當{\displaystyle a\approx p\,}是圓或接近圓軌道，並且只有在這種情況下他遵循的是太陽同步軌道：
{\displaystyle \cos i=-{\frac {2\rho {\sqrt {\mu }}}{3J_{2}}}\ a^{7 \over 2}\,}
此處
{\displaystyle \rho \,}是地球繞太陽軌道的平均運動 ({\displaystyle 1.99106\times 10^{-7}{\text{ rad}}/{\text{s}}\,})
{\displaystyle \mu \,}是地球的標準重力參數，又稱為地球引力常數({\displaystyle 398600.440{\text{ km}}^{3}/{\text{s}}^{2}})，該值是引力常數{\displaystyle G}和地球質量{\displaystyle M}的乘積。({\displaystyle \mu =GM})
{\displaystyle J_{2}\,} 二階緯度係數項 ({\displaystyle 1.7555\times 10^{10}{\text{ km}}^{5}/{\text{s}}^{2}\,})
例如：軌道半長軸 = 7,200公里 (在地球表面上空800公里)的太陽同步軌道，以上是可以得到其太陽同步軌道的傾角為{\displaystyle 98.696^{\circ }}。

## 延伸閱讀
- Sandwell, David T., The Gravity Field of the Earth - Part 1 (2002)（页面存档备份，存于） (p. 8)
- Sun-Synchronous Orbit dictionary entry（页面存档备份，存于）, from U.S. Centennial of Flight Commission
- NASA Q&A（页面存档备份，存于）
- Boain, Ronald J.  (PDF). Space Flight Mechanics Conference. February 2004  [2011-05-27]. （原始内容 (PDF)存档于2007-10-25）.

## 外部連結
- List of satellites in Sun-synchronous orbit